# Escândalos e controvérsias dos Jogos Olímpicos
Os Jogos Olímpicos são o maior evento multiesportivo do mundo. Durante sua história de mais de cem anos, tantos os Jogos de Verão, iniciados em 1896, quantos os de Inverno, iniciados em 1924, foram alvo de escândalos, controvérsias, uso ilegal de drogas e protestos políticos variados.
Em várias ocasiões eles foram boicotados, ou por algum tipo de protesto contra o Comitê Olímpico Internacional ou por questões da política contemporânea à sua edição. Muitos destes escândalos e controvérsias se deram por erros de arbitragem ou atitude dos atletas. Após as duas guerras mundiais, os países perdedores do conflito não foram convidados a participar. Os principais destes casos estão descritos abaixo por edição dos Jogos, Verão e Inverno.

## Jogos de Verão

### Paris 2024
- Com a invasão da Ucrânia pela Rússia, iniciada em fevereiro de 2022, o Comitê Olímpico Ucraniano ameaçou boicotar esta edição se a Rússia e a Bielorrússia fossem autorizadas a participar desta edição.[1][2] De acordo com o ministro do Esporte e Turismo da Polônia, Kamil Bortniczuk, quarenta países ameaçaram boicotar os jogos de Paris se houver a presença de atletas russos e bielorrussos.[3] Mas apesar da declaração, boa parte apenas se manifestou contrária à inclusão, mas que participariam dos jogos normalmente.[4][5][6][7] Membros de associações de Comitês Olímpicos continentais, bem como algumas federações de eventos esportivos, se mostraram favoráveis à inclusão de atletas russos e bielorrussos.[8][9][10]
- Além da Guerra Russo-Ucraniana, outra preocupação era a Guerra Israel-Hamas. O COI alertou os atletas árabes e pró-palestinos que seriam proibidos de participar caso se recusassem a competir com atletas israelenses, lembrando o caso do judoca argelino Fethi Nourine, que foi suspenso por 10 anos pela Federação Internacional de Judô por recusar para lutar contra um atleta israelense durante os Jogos Olímpicos de Verão de 2020.[11][12]
- Em 27 de julho de 2024, a Federação Internacional de Futebol puniu o Canadá com perda de 6 pontos no futebol feminino nas Olímpiadas após drones serem flagrados pela seleção da Nova Zelândia para espionagem.[13] Um dia depois, a ministra dos esportes do Canadá, Carla Qualtrough, informou que contingenciará por um ano metade dos recursos até que a punição para as três pessoas envolvidas: a técnica da seleção Bev Priestman, a auxiliar Jasmine Mander e a analista Joseph Lombardi, sejam cumpridas.[14]
- Após ter sido detectada a presença de microorganismos no Rio Sena, atletas da Bélgica e de Portugal foram internados após serem diagnosticados com infecção gastrointestinal. A triatleta belga Claire Michel foi internada com após contrair a bactéria escherichia coli e também por sentir um mau cheiro vindo do Rio, o que obrigou a equipe do revezamento misto de triatlo do país a desistir da prova.[15][16]

- A ginasta romena Ana Bărbosu havia conquistado a medalha de bronze na final do solo feminino na ginástica artística. No entanto, Jordan Chiles acabou passando à sua frente logo depois de concluir a apresentação e a equipe dos Estados Unidos de ginástica solicitou uma revisão na nota de Chiles e foi atendido, com a estadunidense ficando com a medalha de bronze, enquanto que Rebeca Andrade e Simone Biles ficaram com a medalha de ouro e prata, respectivamente. A polêmica acabou repercutindo nas redes sociais, que acusaram a Federação Internacional de Ginástica de favorecer atletas americanos.[17] O Comitê Olímpico Romeno abriu um processo na corte arbitral e foi atendido, com Bărbosu conquistando a medalha de bronze e Chiles caindo para quinto lugar, tendo que devolver a medalha.[18]
- A boxeadora argelina Imane Khelif foi centro de uma polêmica após a adversária italiana Angela Carini decidir desistir da disputa por sentir dores no nariz. No entanto, chegou a circular uma informação que a luta foi parada após Khelif ter sido classificada como transsexual e que por isso, não poderia disputar na categoria feminina no peso meio-médio. A fake news acabou se espalhando pelo mundo, fazendo com que o COI classificasse os textos como "enganosos" e que a presença de atletas que não sejam cisgênero ficariam sob responsabilidade das associações filiadas. Além disso, o presidente da Associação Internacional de Boxe (IBA), Umar Kremlev, em uma declaração, afirmou que Imane fez exames e foi mostrada a existência de cromossomos XY, normalmente ligados ao sexo masculino, fazendo com que a atleta fosse classificada como intersexo.[19] Posteriormente, Imane conquistaria a medalha de ouro no peso médio feminino.[20]

### Tóquio 2020
- Com o avanço da Pandemia de COVID-19 no mundo, vários países ameaçaram boicotar esta edição, o que levou o Comité Olímpico Internacional (COI) a adiar os jogos para o verão de 2021, mas sem alterações no logotipo.[21][22]
- Mesmo com o adiamento, vários grupos contrários às olimpíadas e alguns veículos de comunicação local defendiam uma nova mudança de datas ou uma suspensão definitiva da competição.[23][24][25] Com o decreto de estado de emergência em todo o Japão, os eventos acabaram acontecendo sem a presença de público nas instalações, contendo apenas os atletas, comissão técnica e jornalistas, mas seguindo os protocolos sanitários como uso de máscaras e distanciamento social.[26] Apesar das medidas, a Coreia do Norte anunciou que não enviaria seus atletas para participar do evento para "preservar a saúde de seus atletas".[27] Com a decisão, o país acabou sendo suspenso e vetado dos Jogos Olímpicos de Inverno de 2022, mas ainda podendo participar sob a bandeira olímpica.[28]
- A semifinal masculina do surfe ficou marcada com uma polêmica avaliação do surfista Kanoa Igarashi na disputa contra o brasileiro Gabriel Medina. Igarashi tirou 9.33 e teria supostamente tocado na prancha em uma manobra, enquanto que Medina tirou 9.00 e fez a mesma manobra sem tocar no aparelho, o que gerou questionamentos do Comitê Olímpico do Brasil e de telespectadores, principalmente de profissionais ligados ao esporte.[29][30] O diretor técnico do surfe, Erik Krammer, negou qualquer tipo de fraude na rodada.[31] Na primeira decisão do esporte, Kanoa foi superado por Ítalo Ferreira, outro representante brasileiro, enquanto que Owen Wright superou Gabriel na disputa pelo bronze.[32]
- Além do surfe, atletas brasileiros acusaram a arbitragem de esportes como judô, boxe e do skate street de favorecer adversários em rodadas decisivas dessas competições, principalmente enfrentando japoneses. A expulsão de Douglas Luiz aos 13 minutos do primeiro tempo no jogo contra a Costa do Marfim pela fase de grupos do futebol masculino também foi questionada.[33]
- A medalhista de prata no arremesso de peso, Raven Saunders, realizou um gesto usando os dois braços em forma de X, significando o encontro de todas as pessoas oprimidas. Tal ato foi visto como motivação política pelo COI, que proibiu qualquer tipo de manifestação durante a cerimônia do pódio, passando a investigar a atleta e estudar uma punição.[34]
- Com o fim destas olimpíadas, um grande escândalo de corrupção estourou por todo o Japão, principalmente em novembro de 2022, quando foram feitas acusações adicionais contra executivos envolvendo fraude em licitações para fornecedores de lucrativos eventos-teste antes dos Jogos. A medida acabou prejudicando a candidatura de Sapporo para os Jogos Olímpicos de Inverno de 2030.[35]

### Londres 2012
- No primeiro dia dos Jogos, o time de futebol feminino da Coreia do Norte atrasou sua entrada em campo para o jogo contra a Colômbia por mais de uma hora, depois que o telão do estádio apresentou suas jogadoras ao lado da bandeira da Coreia do Sul. O time, que já estava em campo fazendo o aquecimento com bola quando o fato ocorreu, retirou-se do gramado junto com a comissão técnica e só aceitou retornar quando foi garantida a reapresentação de suas jogadoras com a bandeira correta.[36]
- A atleta grega do salto triplo Voula Papachristou foi expulsa dos Jogos por seu Comitê Olímpico após postar comentários racistas sobre os africanos em sua conta no Twitter.[37]
- O jogador de futebol suíço Michel Morganella foi expulso dos Jogos por seu Comitê após postar no Twitter que os sul-coreanos eram "um bando de mongolóides", depois da derrota da Suíça para a Coreia do Sul por 2-1.[38]
- A esgrimista sul-coreana Shin A-Lam foi obrigada a ficar no tablado da esgrima por mais de uma hora após o fim do combate, depois que o relógio que marca o tempo das disputas parou 1s antes do fim, no momento em que ela acertava a adversária Britta Heidemann da Alemanha, na semifinal da espada; um protesto da Coreia do Sul foi rejeitado e a alemã avançou para a disputa do ouro. O COI ofereceu um prêmio de consolação à sul-coreana, que não o aceitou.[39]
- Ocorreram três protestos provocados por decisões bastante controversas no boxe: o primeiro na final do peso minimosca contra o chinês Zou Shiming na luta contra tailandês Kaeo Pongprayoon; o tailandês sofreu uma punição de dois pontos por golpe baixo, punição bastante criticada pelo público e comentaristas presentes, o que permitiu ao chinês vencer a luta e conquistar a medalha de ouro pela segunda vez. No peso meio-pesado, o Comitê Olímpico Indiano fez um protesto contra o resultado da luta entre seu boxeador Sumit Sangwan e o brasileiro Yamaguchi Falcão, que venceu por 15-14, conquistando a medalha de bronze. O protesto, que levou a reclamações do próprio Ministro dos Esportes da Índia, foi rejeitado.[40] Os comentaristas da ESPN americana, surpreendidos com o veredito, consideraram o resultado "um roubo à luz do dia".[41] No peso galo, o boxeador japonês Satoshi Shimizu colocou na lona por seis vezes o pugilista Magomed Abdulhamidov, do Azerbaijão, no último round, sem que o juiz abrisse contagem ou marcasse pontos em qualquer das quedas. Ao final, Abdulhamidov foi declarado vencedor por 22-17. Seguindo-se a um apelo da delegação japonesa, o resultado foi posteriormente revertido e Shimizu declarado vencedor, conquistando a medalha de bronze ao final da competição. O juiz da luta, Ishanguly Meretnyyazov, do Turcomenistão, foi suspenso pela Associação Internacional de Boxe Amador (AIBA) e enviado de volta para casa.[42]
- A bielorrussa Nadzeya Ostapchuk teve sua medalha de ouro no arremesso de peso confiscada dias depois da prova, ao testar positivo para esteróides anabolizantes.[43] A neozelandesa Valerie Adams, campeã olímpica em Pequim 2008 e medalha de prata na prova, recebeu a medalha de ouro e o título de bicampeã olímpica semanas depois numa cerimônia oficial em Auckland, Nova Zelândia.[44]
- Durante as semifinais do futebol feminino entre Estados Unidos e Canadá, um pênalti controverso concedido aos Estados Unidos pela juíza norueguesa Christina Pedersen aos 33 minutos do segundo tempo, levou os EUA a empatarem o jogo que perdiam por 3-2 e forçou uma prorrogação, onde as americanas venceram. Durante a prorrogação, a goleira americana Erin McLeod, com seu time em vantagem, deliberadamente fez vários minutos de "cera" para fazer o tempo correr e impedir o empate canadense. A reclamação formal após o jogo da capitã canadense Christine Sinclair, fez com que a FIFA suspendesse a goleira norte-americana após os Jogos.[45]
- Oito competidores de duplas do badminton (duas duplas da Coreia do Sul, uma da China e uma da Índia) foram expulsos da competição pela Federação Mundial de Badminton acusados de deliberadamente perderem seus jogos durante a fase de classificação, procurando um melhor cruzamento de chaves na etapa seguinte.[46]
- As meio-fundistas turca e russa Aslı Çakır Alptekin, dos 1500 m e Yuliya Zaripova, dos 3000 m com obstáculos, tiveram suas medalhas de ouro cassadas por doping de sangue três anos após os Jogos;[47] a turca Alptekin, reincidente, foi banida por oito anos do esporte.[48]

### Pequim 2008
- Na luta greco-romana, por considerar injusta a decisão dos árbitros por sua derrota durante a semifinal dos 84 kg, o lutador sueco Ara Abrahamian, medalha de bronze, retirou sua medalha do pescoço depois de recebê-la no pódio, depositou-a no centro do tablado e se retirou do ginásio, antes do hino e do hasteamento das bandeiras. Posteriormente sua medalha foi cassada e sua credencial esportiva revogada por violar o espírito olímpico do fair-play e atitude antidesportiva.[49]
- O lutador cubano de taekwondo Angel Matos foi banido de qualquer competição internacional por toda vida  por agredir um juiz com um chute no rosto, após ser desclassificado por ultrapassar o tempo permitido para cuidar de uma contusão durante a luta.[50]

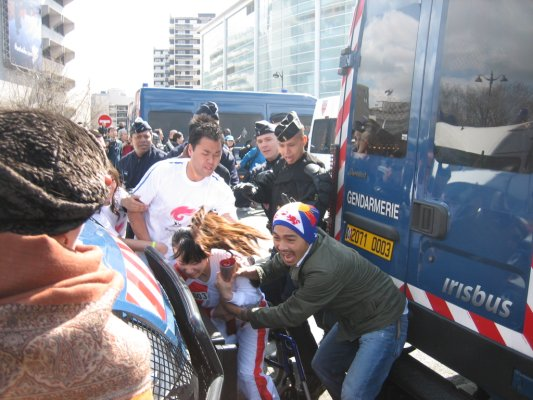
Manifestante pró-Tibet tenta tomar a tocha de atleta paraolímpica durante a passagem por Paris.

- Na semifinal do handebol feminino, um gol no último segundo da Noruega contra a Coreia do Sul colocou a equipe norueguesa na final da competição, com uma vitória de 29-28. Porém, um fotografia carregada quase imediatamente na Internet mostrava que a bola não tinha passado toda a linha do gol antes do sinal do encerramento. A Coreia do Sul fez um protesto ao COI exigindo que houvesse uma prorrogação mas o resultado da partida foi confirmado pela Federação Internacional de Handebol.[51]
- O nadador iraniano Mohammad Alirezaei retirou-se da disputa dos 100 m nado de peito por ordem dos dirigentes da delegação iraniana, ao saber que disputaria a eliminatória de sua prova ao lado do nadador israelense Tom Be'eri.[52]

- Por causa de enormes medidas de segurança criadas pelo governo chinês, especialmente com relação a protestos pela independência do Tibet e pela atuação chinesa no conflito de Darfur, jornalistas estrangeiros denunciaram que enfrentaram diversas restrições em seu trabalho, restrições ao uso da Internet e ameaças de violência física.[53] Graças à situação política interna e à atuação internacional da China na época, diversos chefes-de-estado se recusaram a comparecer à cerimônia de abertura.[54]
- As questões políticas sobre o Tibet fizeram com a jornada da tocha olímpica entre Atenas e Pequim fosse a mais conturbada da história, com protestos, interrupções, tentativas de roubo da tocha em Paris, Londres e outras capitais e confrontos de manifestantes com a polícia no Nepal;[55] isto criou uma onda de nacionalismo e anti-estrangeirismo entre os chineses, que boicotaram todos os produtos importados e os supermercados Carrefour na China, queimaram bandeiras e até a palavra Carrefour foi censurada no Baidu, o mecanismo de busca chinês na Internet.[56][57]

### Atenas 2004
- Quando liderava a maratona com menos de 7 km para o final, o maratonista brasileiro Vanderlei Cordeiro de Lima foi atacado no meio da rua e derrubado na calçada e no meio dos espectadores pelo ex-padre protestante irlandês Cornelius Horan. Vanderlei conseguiu se recuperar a tempo de voltar à prova e ganhar a medalha de bronze; mais tarde foi também condecorado com a Medalha Pierre de Coubertin por seu espírito esportivo.[58]
- O irlandês Cian O'Connor ganhou a medalha de ouro na modalidade saltos do Hipismo. Meses depois, amostras da urina de seu cavalo Waterford Crystal deram positivas para substâncias banidas pelo COI. A investigação subsequente foi prejudicada por vários eventos suspeitos; O'Connor pediu uma amostra B da urina, mas elas foram roubadas a caminho do laboratório; documentos sobre outro cavalo de O'Connor foram roubados depois de uma invasão na sede da Federação Equestre da Irlanda. Finalmente, em 2005, a medalha de ouro foi cassada e entregue pelo presidente do COI, Jacques Rogge, ao segundo colocado em Atenas, Rodrigo Pessoa, do Brasil, numa cerimônia no Forte de Copacabana, Rio de Janeiro, exatamente um ano e um dia depois da prova.[59] A Federação Equestre Internacional entretanto, considerou que O'Connor não teve envolvimento em alguma tentativa deliberada de dopar seu cavalo.[60]
- O juiz húngaro Joszef Hidasi foi suspenso por dois anos pela Federação Internacional de Esgrima após cometer seis erros em favor da Itália durante a final da competição de florete por equipes, roubando a medalha de ouro da equipe chinesa por um placar de 45 a 42.
- Quatro atletas da Rússia e da Bielorrússia tiveram suas medalhas cassadas por doping, incluindo o campeão olímpico ucraniano Yuriy Bilonog, oito anos depois destes Jogos, depois de amostras coletadas na época terem sido retestadas.[61]

### Sydney 2000
- A romena Andreea Răducan foi a primeira ginasta a ter sua medalha de ouro cassada pelo uso de pseudoefedrina, substância proibida na época. O caso gerou enorme repercussão entre a imprensa internacional e o público romeno – milhares de pessoas desfilaram pelas ruas da Romênia em apoio à sua atleta[62] - e a ginasta teve o apoio formal do mundo da ginástica olímpica.  Campeã do Individual Geral e o novo ídolo da ginástica romena após a Era de Nadia Comaneci, ela, seus técnicos e sua federação apelaram ao Tribunal Arbitral do Esporte alegando que a substância estava contida, sem seu conhecimento, num remédio para gripe receitado pelo médico da equipe romena de ginástica.[63] O tribunal, a federação romena e a Federação Internacional de Ginástica eximiram Răducan de qualquer responsabilidade no caso e não lhe aplicaram qualquer punição,[64] mas a medalha não lhe foi devolvida e o médico responsável banido dos Jogos Olímpicos por quatro anos. [63]

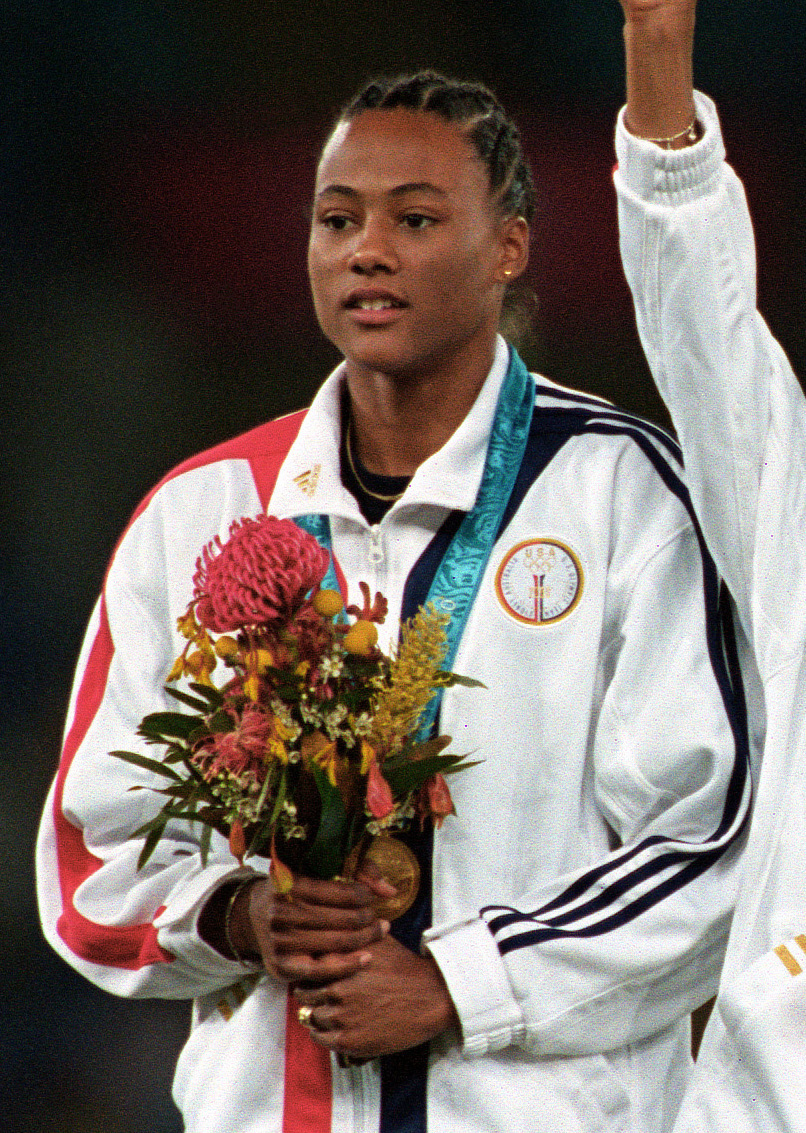
Marion Jones, escândalo de doping.

- A ginasta chinesa Dong Fangxiao teve sua medalha de bronze cassada dez anos após o Jogos, depois que investigações feitas pela Federação Internacional de Ginástica descobriram que ela tinha apenas 14 anos na época, quando a idade mínima permitida é 16 anos completados no ano olímpico. A medalha foi retirada e a equipe chinesa perdeu a terceira colocação, com a medalha de bronze sendo entregue à equipe dos Estados Unidos, originalmente quarta colocada. [65]
- A velocista norte-americana Marion Jones conquistou cinco medalhas em Sydney, três delas de ouro, nos 100 m, 200 m, salto em distância, 4x100 m e 4x400 m. Em 2007, após uma longa investigação sobre doping entre atletas americanos, o caso BALCO, em que um laboratório fabricava drogas indetectáveis pelos procedimentos da época, Jones confessou em tribunal que havia ingerido PEDs (Performance-enhancing drugs), drogas que melhoravam o desempenho de atletas em corridas curtas. Ela e suas companheiras de revezamento tiveram todas as medalhas cassadas.[66] Algumas das medalhas de prata e bronze foram avançadas mas não todas elas. A medalha de ouro dos 100 m, por exemplo, ficou vaga, porque a segunda colocada em Sydney, Ekaterini Thanou, da Grécia, foi acusada de fugir de três testes preventivos de doping do COI no início dos Jogos Olímpicos em seu país, em 2004. Mais tarde, a grega foi suspensa pela IAAF.[67]
- No ano seguinte, o COI cassou a medalha de ouro de mais cinco velocistas norte-americanos, Michael Johnson, Antonio Pettigrew,  Alvin Harrison, Calvin Harrison e Jerome Young, todos integrantes do revezamento masculino 4x400 m, por causa do envolvimento de Young no caso BALCO, o mesmo de Marion Jones. A medalha conquistada pelos americanos e confiscada foi devolvida a quatro deles, à exceção de Young, dois anos depois, [68] mas novamente confiscada de todos depois da confissão posterior de Pettigrew de que também estava envolvido em 2000 no caso BALCO.
- Em 2013, o ciclista Lance Armstrong, envolvido num grande escândalo de doping envolvendo toda sua carreira profissional, teve cassada a medalha de bronze conquistada na prova de estrada contra o relógio.[69]

### Atlanta 1996
- Um atentado terrorista no Centennial Olympic Park, parque público no meio da cidade de Atlanta construído para as Olimpíadas, custou a vida de duas pessoas e ferimentos em outras 111; Eric Rudolph, um carpinteiro e faz-tudo de extrema-direita, colocou três bombas dentro de uma mochila deixada no parque em protesto contra legislações a favor do aborto e do direito dos gays. Preso em 2003 depois de longa caçada pelo FBI, foi condenado à prisão perpétua.[70]
- Sofrendo várias críticas da imprensa internacional desde sua escolha como sede sobre Atenas, então franca favorita por questões históricas e sentimentais já que estes Jogos marcavam os 100 anos dos Jogos Olímpicos da Era Moderna, com acusações do uso do poder financeiro de várias empresas baseadas no estado como a Coca-Cola – único refrigerante vendido em toda competição – para decidir a escolha da sede, Atlanta, marcada por atentados, dificuldade de acesso aos locais de competição, excesso de comercialismo, qualidade da comida servida, cerimônia de abertura feita por 500 cheerleaders sem nada a ver com a cultura da Geórgia,  também foi criticada pelo COI por competir com o próprio comitê quanto à comercialização dos Jogos.[71] Na cerimônia de encerramento, o presidente do COI Juan Antonio Samaranch, em seu discurso, referiu-se àqueles Jogos apenas com um "Bom trabalho, Atlanta!", quebrando a tradição de anos de considerar cada Jogos Olímpicos como "o melhor de todos", como voltaria a fazer nos Jogos seguintes em Sydney.[72]
- Kerri Strug deu aos Estados Unidos a medalha de ouro por equipes pela primeira vez na ginástica olímpica com seu último e decisivo salto dado com os ligamentos do tornozelo rompidos.[73]

### Barcelona 1992
- O halterofilista russo Ibragim Samadov, representando a CEI, foi desclassificado após se recusar a receber a medalha de bronze em sua categoria; ao recebê-la na cerimônia de premiação, jogou-a no chão e retirou-se do ginásio. Sua decisão veio do fato de que, no empate entre três lutadores para decidir quais os dois deles que disputariam a final, ele foi alijado da decisão por pesar 100 gramas a mais que seus adversários. Ele seria banido do Jogos pelo resto da vida.[74]
- O velocista britânico Derek Redmond teve uma lesão muscular na coxa durante a semifinal dos 400 m rasos, mas se recusou a não completar a prova e tentou continuar numa perna só; seu pai invadiu a pista, apoiou-o nos braços e dois cruzaram juntos mancando a linha de chegada, depois de impedir por várias vezes os fiscais de os retirarem da pista.[75]

### Seul 1988
- A Coreia do Norte boicotou os jogos na vizinha Coreia do Sul. Albânia, Cuba, Etiópia, Madagascar, Nicarágua e Ilhas Seychelles também não participaram em apoio aos norte-coreanos.[76]
- O canadense Ben Johnson perdeu sua medalha de ouro nos 100 m, depois de vencer a prova quebrando o recorde mundial, por testar positivo para esteróides anabolizantes.[77]
- O árbitro neozelandês  Keith Walker  foi agredido fisicamente aos socos por dirigentes do boxe sul-coreano, após dar a vitória à Bulgária sobre a Coreia do Sul no peso galo. O público, solidário com o boxeador sul-coreano, também jogou garrafas d'água e cadeiras dentro do ringue. Walker, que já havia atuado como árbitro em Los Angeles 1984, era considerado pelos coreanos como pró-americano e anti-coreano desde decisões controversas tomadas em lutas naqueles Jogos entre norte-americanos e sul-coreanos. Anwar Chowdhry, presidente da Associação Internacional de Boxe Amador (AIBA), considerou o incidente "a maior desgraça que ele já tinha visto no esporte". [78]
- Greg Louganis, atleta americano dos saltos ornamentais, sofreu um ferimento na cabeça quando a bateu no trampolim durante um salto nas eliminatórias, abrindo um corte com sangramento no couro cabeludo. A despeito disto, ele se recuperou, voltou a participar e acabou ganhando a medalha de ouro com uma diferença de 25 pontos sobre o segundo colocado. Louganis, porém, havia sido diagnosticado com o vírus da AIDS seis meses antes dos Jogos mas manteve o fato em segredo. O caso só foi conhecido sete anos depois, em 1995. A maioria de seus patrocinadores retirou o patrocínio e atletas e dirigentes da comunidade dos saltos ornamentais começaram a criticar o fato do atleta não comunicar sua condição em 1988, mesmo que o sangue derramado na água da piscina não oferecesse grandes riscos aos outros.[79]
- Lawrence Lemieux, velejador canadense, encontrava-se na disputa pela medalha em sua classe da Vela, a Finn, quando notou dois velejadores que caíram na água e se machucaram após seu barco capotar por cima deles devido aos fortes ventos no local. Lemieux abandonou a prova e resgatou os dois velejadores de dentro d'água mantendo-os a salvo enquanto a ajuda não chegava. Perdeu as chances de medalha na Finn mas recebeu do COI por seu ato a Medalha Pierre de Coubertin.[80]

### Los Angeles 1984

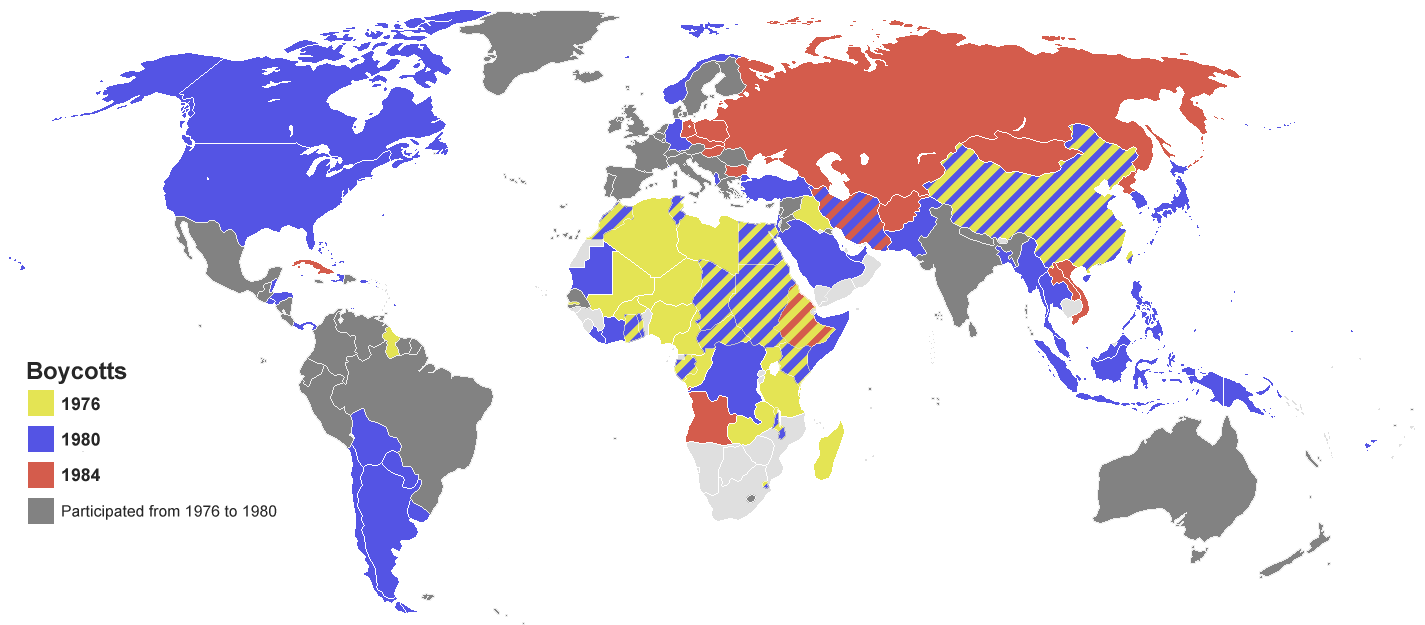
Os países em vermelho boicotaram os Jogos.

- A União Soviética e seus aliados políticos boicotaram os Jogos de Los Angeles em represália ao boicote feito pelos norte-americanos aos Jogos anteriores em Moscou, dando a falta de segurança a seus atletas como razão principal. Os países da Cortina de Ferro e seus aliados organizaram seu próprio evento multiesportivo, os Jogos da Amizade, realizados na URSS na mesma época com a participação de 50 países e até uma equipe reserva dos Estados Unidos.[81]
- O duelo entre a sul-africana Zola Budd e a norte-americana Mary Decker, respectivamente recordista mundial dos 5000 metros – prova ainda não-olímpica – e a campeã mundial dos 3000 metros, era um dos mais esperados do atletismo. Durante a prova, porém, quando as duas lideravam o pelotão, uma colisão entre elas, em que Decker tropeçou no pé de Budd,  deixou a americana no chão, aos prantos, fora da disputa. A reação do público, vaiando Budd intensamente pelo resto da corrida, fez com que a sul-africana perdesse a concentração, o emocional e o ritmo e acabasse apenas em sétimo lugar, com a romena Maricica Puică vencendo a prova. Posteriormente, depois do protesto levantado pelos Estados Unidos, o resultado foi mantido e Budd considerada livre de qualquer responsabilidade sobre o incidente pela IAAF. A própria Decker depois absolveu Budd  de qualquer culpa, colocando a culpa em si mesma pela inexperiência de correr num pelotão compacto.[82]

### Moscou 1980

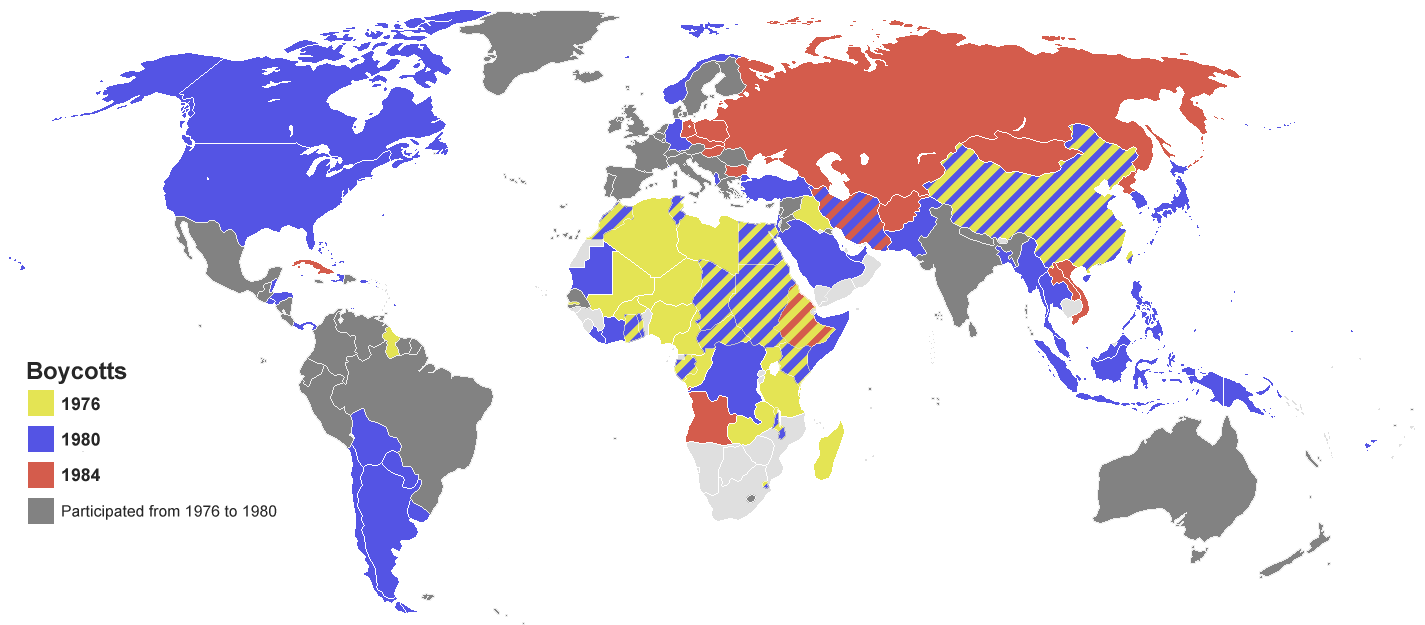
Os países em azul boicotaram os Jogos.

- Os Jogos foram boicotados pelos Estados Unidos e seus aliados após o anúncio do presidente Jimmy Carter denunciando a invasão soviética no Afeganistão no ano anterior;[83] 62 países deixaram de participar destes Jogos, que contou com apenas 83 nações, menos que os Jogos anteriores em Montreal que também  havia sofrido um boicote das nações africanas por questões raciais.[84]
- Depois de conquistar a medalha de ouro no salto com vara, com recorde mundial, o polonês Władysław Kozakiewicz mandou uma banana para o público presente no estádio olímpico, causando um escândalo internacional que quase lhe custou a medalha;[85] Kozakiewicz se vingava assim das vaias e gritos incessantes que recebeu – e todos os saltadores estrangeiros – durante a prova disputada metro a metro contra o adversário soviético e trazia à tona as até então enormes reclamações que ocorriam sobre favorecimento de árbitros soviéticos a seus atletas.[86][87] Os saltadores João Carlos de Oliveira do Brasil e  Ian Campbell da Austrália já tinham sido prejudicados anteriormente no salto triplo contra os soviéticos Viktor Saneyev e Jaak Uudmäe.[88] Acusações de todos os tipos foram lançadas sobre os soviéticos, marcando faltas inexistentes e negando marcas, ao ponto de que a IAAF, que havia retirado seus inspetores do atletismo e deixado apenas árbitros locais, foi obrigada a retorná-los ao campo para supervisionar a fiscalização; as acusações abrangeram de portões abertos para entrada do público na hora de lançamentos do dardo e do salto com vara (permitindo a entrada de vento encanado para prejudicar os saltos ou lançamentos dos adversários) a distúrbios causados durante a apresentação de outros atletas na tentativa de tirar-lhes a concentração.[85]

### Montreal 1976

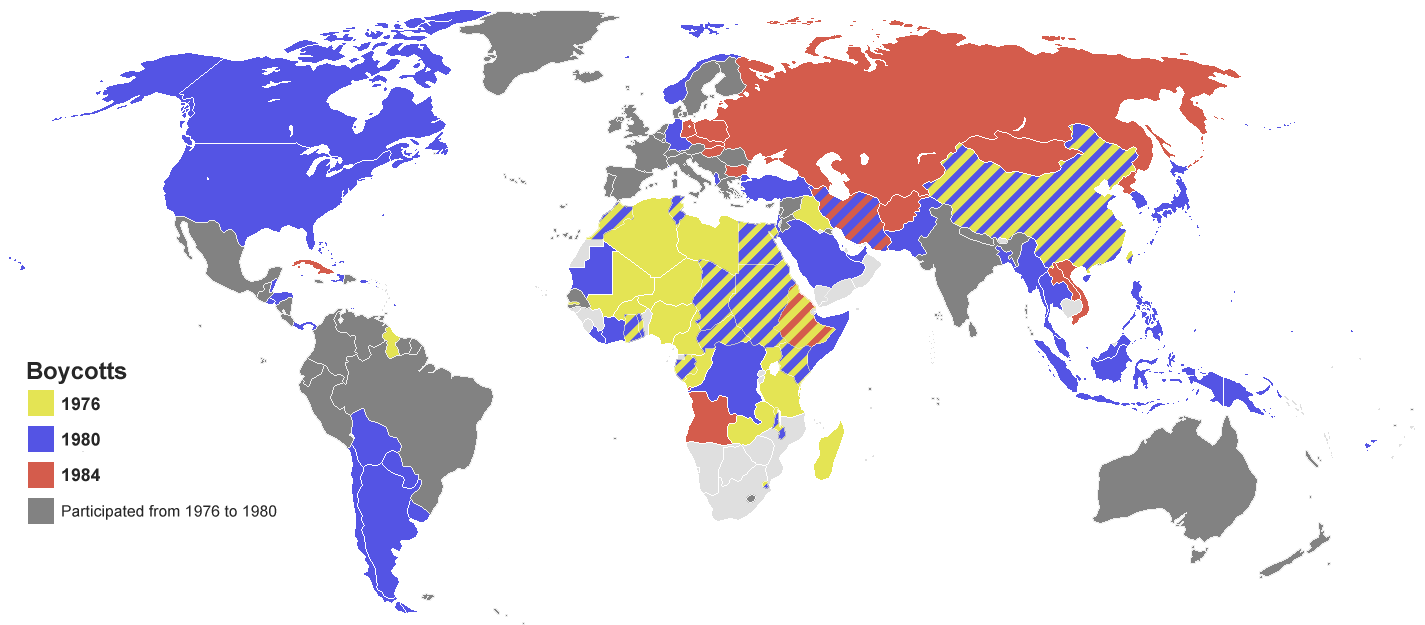
Os países em amarelo boicotaram os Jogos.

- Montreal foi palco do primeiro boicote múltiplo aos Jogos Olímpicos. Em protesto contra  a presença da Nova Zelândia, depois da excursão de seu time de rugby pela África do Sul naquele ano – a África do Sul estava banida da comunidade esportiva internacional por causa do regime do Apartheid – o Congo liderou um boicote no que foi seguido por 26 países africanos, além do Iraque e da Guiana.[84]
- O Canadá tinha, a princípio, proibido a entrada da delegação da  República da China (Taipei) em seu território, já que não a reconhecia como nação. Esta decisão do governo canadense ia contra seu acordo com o Comitê Olímpico Internacional que previa a entrada no país de todos os comitês olímpicos reconhecidos pela entidade. O governo então aceitou permitir a entrada dos atletas de Taipei desde que eles não competissem sob a bandeira da República da China (na época, Formosa). A decisão provocou protestos de boicote tanto dos Estados Unidos quanto da República Popular da China (a China comunista) e terminou com a decisão da delegação de Taipei de não participar dos Jogos; por sua vez, a China comunista também boicotou Montreal pela negativa do COI em reconhecê-los como a única China existente.[89]
- O coronel do exército soviético Boris Onishchenko, atleta do pentatlo moderno campeão olímpico por equipes em Munique 1972, foi pego usando um dispositivo elétrico em sua espada; um botão encravado na empunhadura da arma, quando ativado pelo dedo emitia um sinal eletrônico que registrava um toque no adversário tivesse ele ou não acontecido. Como resultado da descoberta, ele e toda equipe da União Soviética foram desclassificados do pentatlo.[90] Chamado pela imprensa internacional de "Boris, o Trapaceiro" e "Disonishchenko",[91]  sua atitude causou raiva dentro da própria delegação soviética, com os integrantes do time de voleibol masculino ameaçando jogá-lo pela janela da Vila Olímpica. Na mesma noite, ele foi retirado da vila por dirigentes da delegação soviética e enviado de volta. Dois meses depois, a imprensa ocidental anunciou que ele tinha sido convocado à presença de Leonid Brejnev para uma reprimenda pessoal, desligado do Exército Vermelho, multado em 5 mil rublos, todas suas honras esportivas tinham sido retiradas e trabalhava como motorista de táxi em Kiev.[92]
- Os Jogos deixaram um prejuízo de US$1,5 bilhão de dólares para a província de Quebec, o maior da história olímpica, que levou 28 anos, até dezembro de 2006, para ser liquidado;[93] para piorar a situação canadense, este foi o único país anfitrião dos Jogos Olímpicos de Verão que não ganhou uma única medalha de ouro em seu próprio evento.[94]
- O ginasta japonês Shun Fujimoto disputou as argolas com um joelho quebrado. Ele havia se lesionado pouco antes no exercício de solo mas escondeu o fato dos companheiros, dos técnicos e dos adversários pela proximidade da disputa entre equipes com os soviéticos. Após conseguir 9.7 nas argolas – seu melhor resultado na vida – com um exercício e uma aterrissagem perfeitas, ajudando a equipe do Japão a ganhar o ouro, levantou os braços em saudação e despencou no chão em agonia.[95]

### Munique 1972
- Um atentado terrorista, conhecido como Massacre de Munique, aconteceu durante os Jogos quando integrantes do grupo Setembro Negro, ligado à Organização para a Libertação da Palestina, invadiram os alojamentos da vila olímpica e sequestraram e mataram 11 integrantes da delegação de Israel, entre atletas, técnicos e dirigentes.[96]
- A Rodésia foi banida dos Jogos Olímpicos – seguindo-se à África do Sul em 1964 – depois de uma votação feita pelo COI quatro dias antes do início dos Jogos, por 36-31. Os países africanos haviam ameaçado boicotar os Jogos caso a minoria racista que comandava o país enviasse uma equipe a Munique. A proibição ocorreu mesmo contra os desejos do presidente do COI, Avery Brundage, conhecido por suas ligações racistas, que, no seu discurso após o atentado árabe na vila olímpica, de maneira controversa comparou o boicote à Rodésia a este mesmo atentado.[97]
- Na decisão do basquete masculino, os Estados Unidos, até então campeões de todas as edições, foram derrotados pela União Soviética nos últimos três segundos por uma decisão controversa. Faltando apenas estes segundos, os EUA venciam o jogo por um ponto, quando os técnico soviéticos pediram uma interrupção prevista nas regras, mas enquanto isso ocorria, um jogador soviético lançou a bola à cesta errando o alvo. Os jogadores americanos começaram a comemorar mas o lance foi considerado inválido pelos juízes porque o cronômetro não tinha sido devidamente desligado, pelos pedidos dos técnicos, antes do lançamento. O cronômetro foi religado e os soviéticos fizeram a cesta ganhando por 51-50. Os americanos não concordaram com a marcação alegando a última bola antes da interrupção já estava na descendente e fizeram um protesto que não foi aceito; diante disso, se recusaram a receber a medalha de prata.[98]
- Na chegada da maratona, um impostor alemão, Norbert Sudhaus, entrou correndo na pista do estádio com roupas de atleta como se fosse o vencedor da prova, à frente do verdadeiro campeão, Frank Shorter, dos Estados Unidos, e só foi preso após dar quase toda a volta na pista de atletismo.[99]
- Dois velocistas norte-americanos, Eddie Hart e Rey Robinson, francos favoritos às medalhas de ouro e prata por terem igualado o recorde mundial de 9s9 dos 100 m rasos nas seletivas americanas, foram eliminados por chegarem atrasados à largada das quartas-de-final da prova, a única vez que isto aconteceu nos Jogos. O atraso se deu por uma confusão do técnico da equipe, que confundiu o horário da prova consultando uma planilha de horários defasada.[100]Hart ainda seria campeão olímpico no revezamento 4x100 m mas Robinson voltou para casa sem nada. Durante a transmissão das baterias pela ABC, o comentarista Howard Cosell, ao notar que elas iriam começar sem a presença dos americanos, gritou no ar: "Os velocistas perderam a largada de suas baterias! Nós entregamos a medalha de ouro ao russo!"  Realmente, Valery Borzov, o sprinter soviético,  veio a ganhar a medalha de ouro na final.[101]

### Cidade do México 1968
- Dez dias antes do início dos Jogos, estudantes mexicanos foram massacrados num protesto contra o autoritarismo do governo do México, no que ficou conhecido como Massacre de Tlatelolco. Um número estimado entre 30 e 300 estudantes e cidadãos civis foram fuzilados ou feridos em confronto com a policia durante as manifestações na Plaza de las Tres Culturas, no bairro de Tlatelolco, na capital mexicana.[102]

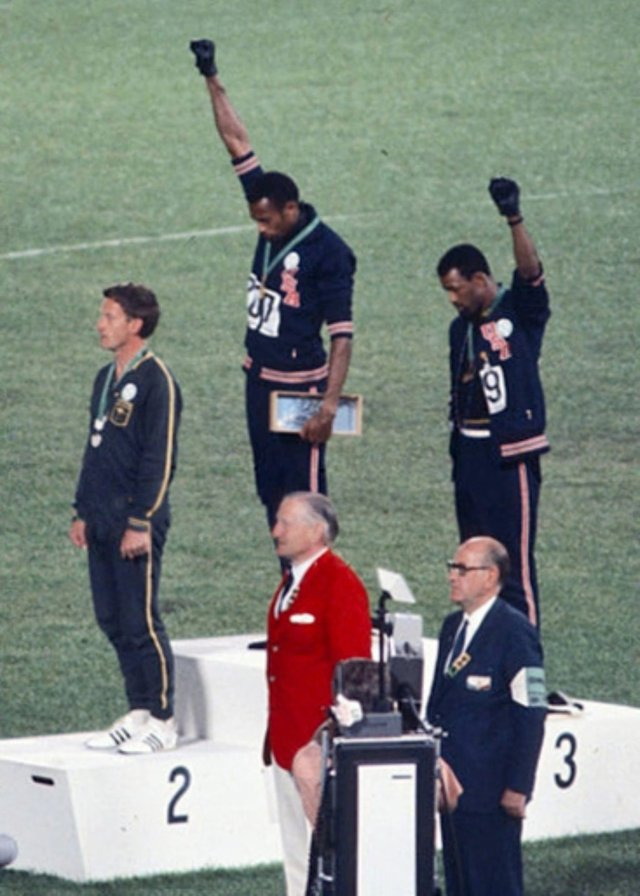
Tommy Smith e John Carlos no pódio da Cidade do México.

- A ginasta tcheca Věra Čáslavská, multimedalhista olímpica, em protesto contra a invasão soviética da Tchecoslováquia meses antes e em desacordo com a contestada pontuação que lhe deu apenas a medalha de prata na prova da trave e lhe fez dividir a de ouro do Solo com outra ginasta soviética que claramente tinha sido suplantada, durante as duas cerimônias de premiação virou a cabeça para o chão no pódio recusando-se a olhar o içamento das bandeiras soviéticas durante a execução do hino da URSS.[103]  De volta à Tchecoslováquia, foi reverenciada por seu povo e punida por sua federação, que a proibiu de participar de qualquer outra competição internacional. Considerada persona non grata pelas autoridades comunistas do país, teve que encerrar a carreira e só pode trabalhar como técnica de ginástica no México após a ameaça do governo mexicano de cortar o fornecimento de petróleo aos tchecos, que a impediam de viajar.[104] Vera só pode voltar a trabalhar em seu país no fim dos anos 80, depois de inúmeras pressões do presidente do COI Juan Antonio Samaranch – que em 1984, numa visita a Praga, foi impedida de vê-la e a Emil Zatopek –  que inclusive a condecorou com a Ordem Olímpica.[104] Ela é hoje considerada uma heroína nacional na República Tcheca.[105]
- Tommy Smith e John Carlos, medalha de ouro e bronze nos 200 m rasos, ergueram seus punhos vestidos com uma luva negra numa saudação estilo black power, durante a execução do hino nacional americano no pódio da premiação, em protesto contra as condições  dos negros americanos vítimas da segregação racial e da pobreza nos Estados Unidos. O gesto rendeu aos dois o banimento da vila olímpica e ameaças e perseguições por muitos anos nos Estados Unidos. A imagem, que correu o mundo, tornou-se uma das mais icônicas da história dos Jogos Olímpicos.[106]

### Tóquio 1964
- A África do Sul foi banida dos Jogos Olímpicos por causa da política do Apartheid. Só voltaria aos jogos 28 anos depois, em Barcelona 1992.[107]

### Melbourne 1956
- Sete países boicotaram os Jogos por três diferentes razões: Egito, Iraque e Líbano anunciaram que não participariam em resposta à Crise de Suez, quando o Egito foi invadido por Israel, Reino Unido e França por ter nacionalizado o Canal de Suez;[108] Holanda, Espanha, Suíça, Lichtenstein e Suécia se retiraram em protesto contra a invasão da Hungria pela União Soviética durante a Revolução Húngara de 1956 e a participação da última em Melbourne;[108] menos de duas semanas antes da abertura, a República Popular da China também anunciou  sua ausência, protestando pelo fato da República da China (Taiwan) ser admitida no evento, com o nome de Formosa.[109]
- A tensão política existente entre a URSS e a Hungria extravasou durante o jogo de  pólo aquático masculino entre a duas equipes na semifinal; com o passar do tempo a partida se tornou violenta, com agressões e xingamentos na água e fora dela, enquanto torcedores húngaros foram impedidos de causar um grande tumulto no local apenas pela aparição repentina da polícia australiana; a partida é conhecida na história olímpica como "Banho de Sangue em Melbourne" ( Melbourne-i vérfürdő), depois que as imagens de jogadores húngaros com sangue no rosto correram o mundo.[110]
- Um exigência da lei australiana de quarentena para os cavalos estrangeiros, fez com que as provas de hipismo fossem disputadas em Estocolmo, na Suécia, a primeira e única vez em que modalidades dos mesmos Jogos foram disputadas em dois países diferentes.[111]

### Londres 1948
- Os países derrotados na II Guerra Mundial, Alemanha e Japão, não foram admitidos nos Jogos. A suspensão só seria levantada em 1956.[108]

### Berlim 1936
- Em 1931 o COI escolheu Berlim como sede dos Jogos Olímpicos de 1936, porém com a subida de Adolf Hitler ao poder na Alemanha em 1933, os planos olímpicos se misturaram com a política nazista. Hitler tinha estes Jogos como "seus" e começou a explorá-los para fazer propaganda nazista, com o objetivo de mostrar ao mundo o desenvolvimento da Alemanha pós-I Guerra Mundial. A situação chegou ao ponto de, no começo de 1936, diversos políticos e organizações proeminentes pedirem um boicote aos Jogos ou que eles fossem realizados em outro lugar.[112]
- O governo espanhol decidiu por um boicote completo aos jogos de Berlim e junto com grupos socialistas e trabalhistas de todo mundo, planejou um evento alternativo, as Olimpíadas Populares, a serem realizadas na mesma época; o evento acabou não acontecendo porque assim que os Jogos de Berlim estiveram para começar a Guerra Civil Espanhola teve início e os planos do evento foram abandonados.[113]:67
- Nos Estados Unidos houve grandes debates sobre um boicote aos Jogos. Um dos principais defensores da ideia foi Ernest L. Jahncke, norte-americano descendente de alemães e membro do Comitê Olímpico Internacional; ele teve forte oposição dentro do Comitê e acabou expulso dele, o único membro do COI expulso até hoje. Foi substituído pelo também americano Avery Brundage, racista e simpático ao nazismo, que se tornaria presidente do COI em 1952.[114]

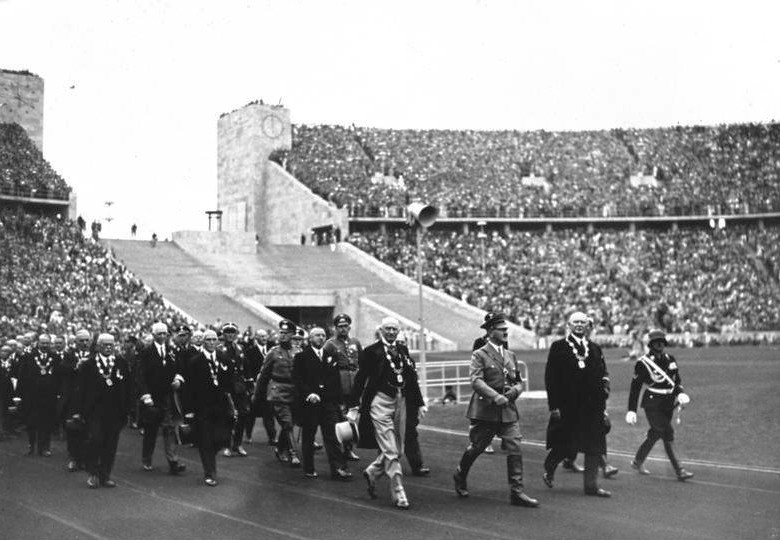
Adolf Hitler entra no estádio olímpico com toda a cúpula nazista e do COI na abertura dos controversos Jogos de Berlim 1936.

- Uma preocupação rondava a comunidade internacional com relação à ideologia nazista de superioridade racial e sua aplicação num evento como as Olimpíadas. Em 1934, Avery Brundage fez uma visita à Alemanha para investigar o tratamento dado aos judeus. Quando retornou, declarou:"Eu recebi garantias por escrito de que nada acontecerá com os judeus. Você não pode exigir mais do que isso e acredito que a garantia será cumprida."[115]:69-70 Na verdade, diversos atletas alemães foram excluídos dos Jogos por serem judeus, entre eles Lilli Henoch,[116] quatro vezes recordista mundial no arremesso de peso, lançamento de disco e revezamento 4x100 m, Gretel Bergmann, recordista alemã do salto em altura e Wolfgang Fürstner, demitido do comando da vila olímpica pouco antes dos Jogos e que suicidou assim que eles terminaram;[117] :47-48 a única atleta judia alemã que participou dos Jogos foi a esgrimista Helene Mayer, campeã mundial do florete, que era meio-judia e morava nos EUA mas teve permissão para voltar e competir por seu país.[118]
- Os velocistas Sam Stoller e Marty Glickman, os dois únicos judeus na delegação norte-americana, foram retirados da disputa do 4x100 m na manhã do dia da final, o que causou acusações de antissemitismo ao Comitê Olímpico dos Estados Unidos e a seu presidente, Avery Brundage; as especulações gerais eram de que Brundage queria poupar Hitler de ser obrigado a entregar duas medalhas de ouro a atletas judeus, caso o favorito time americano vencesse a prova.[119]
- A decisão de Hitler de não cumprimentar Jesse Owens após sua lendária vitória no salto em distância sobre o alemão Lutz Long tornou-se famosa por muitos anos como uma evidência do racismo de Hitler contra os negros americanos; porém, jornalistas presentes às competições assinalaram que o líder nazista deixou de comparecer às premiações depois do primeiro dia, pois queria apenas cumprimentar os vencedores alemães.[120] Após os Jogos, Owens não foi recebido pessoalmente por Franklin Roosevelt, presidente dos Estados Unidos, que recebeu a outros vários atletas na Casa Branca.[121]
- A Irlanda foi o único país a boicotar os Jogos de Berlim por causa do tratamento do governo de Hitler aos judeus.[122]
- No futebol, o Peru derrotou a Áustria por 4-2 na prorrogação do tempo normal, depois de ter três gols anulados; os austríacos exigiram que uma nova partida fosse disputada, alegando que torcedores peruanos tinham invadido o campo antes do final do jogo e que o campo não tinha as medidas corretas para um jogo de futebol. Os organizadores aceitaram o apelo austríaco sem ouvir a defesa da delegação peruana e anularam o jogo marcando nova partida; os peruanos se recusaram a disputá-la, acusaram o COI de discriminação  e toda a delegação peruana em Berlim abandonou as competições e deixou a Alemanha, acompanhados pela delegação da Colômbia.[123]

### Los Angeles 1932
- Paavo Nurmi, o multicampeão olímpico fundista finlandês foi acusado de professionalismo e impedido de participar dos Jogos. Os principais responsáveis pela acusação e por sua sua exclusão foram dirigentes suecos, especialmente o membro do COI Sigfrid Edström – que viria a ser seu presidente em 1942 – que acusava Nurmi de ter recebido muito dinheiro para suas despesas de viagem e que teria sido pago por uma corrida na Alemanha. O finlandês, porém, viajou assim mesmo para Los Angeles e começou a treinar na vila olímpica para a maratona, prova em que pretendia encerrar sua carreira olímpica com uma medalha de ouro, depois de conquistar nove delas nos três Jogos anteriores. Apesar dos pedidos de todos os participantes da prova, que fizeram uma petição oficial ao Comitê, e do Comitê Olímpico Finlandês, que alegava que não havia provas das afirmações, ele não teve permissão de competir.[124] Este incidente, em parte, fez com que a Finlândia se recusasse a participar do tradicional torneio anual de atletismo entre os dois países, o Yleisurheilun Suomi–Ruotsi-maaottelu (Internacional de Atletismo Finlândia-Suécia) até 1939.[125]

### Paris 1924
- A Alemanha, principal potência derrotada na I Guerra Mundial, novamente não foi convidada para os Jogos.[108]
- Sam Mussabini, um renomado e inovador técnico de atletismo britânico de ascendência síria e turca, treinador de vários campeões e medalhistas olímpicos em Jogos anteriores, foi proibido de entrar no estádio olímpico por ser um profissional do esporte; há anos Mussabini trabalhava com remuneração para treinar jovens atletas de todas as partes do mundo. Assistiu do lado de fora a bandeira da Grã-Bretanha ser içada no estádio, quando o atleta que treinava e tinha transformado em seu pupilo, Harold Abrahams, venceu os 100 m rasos,  a primeira vez que um não-americano vencia a prova. Sua saga e a de Abrahams foi imortalizada mais de 50 anos depois no filme Carruagens de Fogo.[126]

### Antuérpia 1920
- Inicialmente este Jogos estavam marcados para Budapeste, na Hungria, derrotando as candidaturas de Amsterdã e Lyon, mas como o Império Austro-Húngaro havia sido aliado da Alemanha na I Guerra Mundial, o Comitê Olímpico Internacional, na época dominado pelos franceses, o transferiu para Antuérpia, na Bélgica, em abril de 1919.[108]
- Áustria, Hungria, Alemanha, Bulgária e Turquia não foram convidadas, sendo os estados sucessores das Potências Centrais que haviam perdido a I Guerra Mundial.[108]

### Estocolmo 1912
- Jim Thorpe, o campeão norte-americano do decatlo e do pentatlo, teve suas medalhas cassadas por ser acusado de ter recebido uma pequena quantia em dinheiro para participar de alguns jogos de uma liga secundária de beisebol nos EUA três anos antes. Em solidariedade, os atletas medalha de prata no decatlo e no pentatlo,  o sueco Hugo Wieslander e o norueguês Ferdinand Bie, se recusaram a receber as medalhas de ouro. Mais de 70 anos e depois de décadas de tentativas de reverter a decisão, em 1983 as medalhas de Thorpe foram devolvidas em uma cerimônia emotiva a dois de seus filhos, trinta anos após sua morte.[127]

### Londres 1908
- O Grão-Ducado da Finlândia competiu em separado do Império Russo, do qual ainda fazia parte, mas não foi autorizado a desfilar ou receber medalhas com a bandeira finlandesa. Os finlandeses resolveram  então desfilar e competir sem nenhuma bandeira.[108]

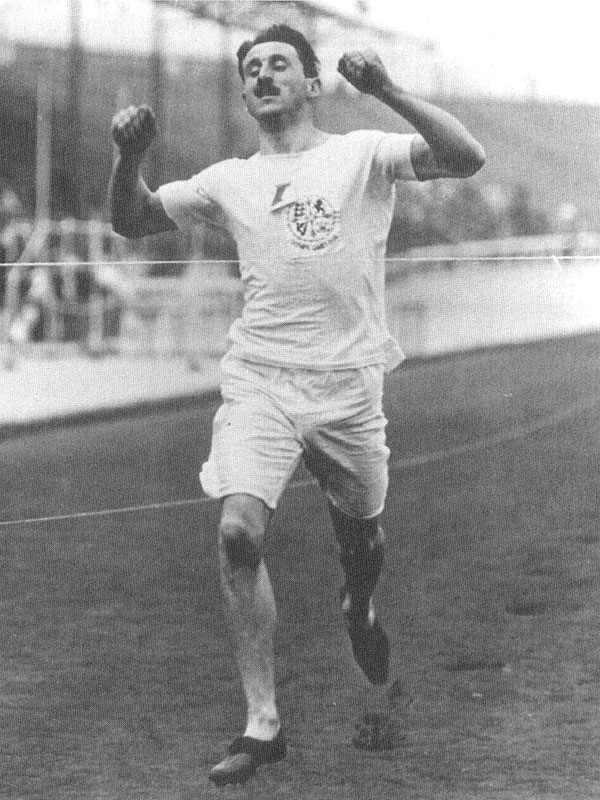
Wyndham Halswelle, da Grã-Bretanha, vence os 400 m rasos correndo sozinho.

- Nos 400 m rasos, o norte-americano John Carpenter foi desclassificado por ter bloqueado a passagem do britânico  Wyndham Halswelle numa manobra considerada legal nos EUA mas proibida pelas regras do atletismo britânico, sob as quais a prova foi realizada. Depois de protestos de ambas as delegações, Carpenter foi oficialmente eliminado e uma nova prova marcada para o dia seguinte. Os únicos outros dois participantes, John Taylor e William Robbins, também norte-americanos, se recusaram a disputá-la em solidariedade a Carpenter; assim, Halswelle, relutantemente, correu sozinho e ganhou a medalha de ouro, a única vez que uma final foi disputada por apenas um competidor na história dos Jogos, com uma vitória por W.O.[128]
- Durante a cerimônia de abertura dos Jogos Olímpicos, todas as delegações participantes abaixavam sua bandeira em sinal de respeito e cumprimento ao protocolo ao passarem em frente ao camarote onde se encontrava o rei Eduardo VII; Ralph Rose, o porta-bandeira da delegação dos Estados Unidos, uma ex-colônia britânica, recusou-se a abaixar a bandeira e desfilou com ela erguida, causando um grande onstrangimento diplomático entre os dois países e enfurecendo o rei. Martin Sheridan, outro atleta americano, apoiou o ato de Rose e justificou: "a bandeira dos Estados Unidos não se abaixa para nenhum rei deste mundo".[129]
- A bandeira da Suécia – como a dos Estados Unidos – não foi hasteada em volta do estádio, como padrão de todos os países participantes; assim, os suecos se recusaram a desfilar na cerimônia de abertura.[130]
- Na maratona, o italiano Dorando Pietri entrou no Estádio Olímpico de White City muito a frente dos demais competidores mas, desorientado de exaustão, vagou pela pista sem saber para que lado seguir, caiu ao chão cinco vezes e só conseguiu cruzar a linha com a ajuda de juízes da prova que o apoiaram levando-o quase desmaiado até a faixa, saindo carregado; os EUA entraram com um protesto pelo italiano ter sido ajudado e foi aceito. O americano Johnny Hayes, segundo colocado, foi declarado vencedor oficial. O italiano Pietri, como prêmio de consolação, recebeu um troféu de prata das mãos da rainha Alexandra no dia seguinte e tornou-se  o mais famoso maratonista que não venceu a maratona na história dos Jogos Olímpicos.[131] Seu drama e sua saga só seriam equiparados muitas décadas depois, pela suíça Gabriela Andersen-Schiess [132]  em Los Angeles 1984 e pelo brasileiro Vanderlei Cordeiro de Lima, em Atenas 2004.[133]

### St. Louis 1904
- Fred Lorz foi o primeiro trapaceiro da história dos Jogos Olímpicos; durante a disputa da maratona, exausto e com desidratação, ele pegou carona num automóvel na altura do km 14 e foi nele até as proximidades do estádio, quando desceu e correu os últimos quilômetros a pé. Entrou no estádio sobre a aclamação do público como vencedor e cruzou a chegada sendo cumprimentado e fotografado com Alice Roosevelt, filha do presidente Theodore Roosevelt. Foi então denunciado e confessou que não tinha corrido todo o percurso e era tudo uma brincadeira. Foi banido para sempre do atletismo pela Amateur Atletics Union (AAU) mas perdoado no ano seguinte quando venceu, de maneira legal, a Maratona de Boston. O vencedor da prova, Thomas Hicks, também teve sua vitória envolvida em drama e controvérsia. Exausto pelo percurso e pelo calor, parou e sentou várias vezes durante o percurso, foi ajudado por técnicos e assistentes a se levantar e reanimado até com estricnina misturada com brandy. Chegou ao estádio cruzando a chegada semidesfalecido e foi levado ao hospital depois da prova. Nunca mais correu outra maratona.[134]